# Ray Dolby
Ray Milton Dolby (ur. 18 stycznia 1933 w Portland, zm. 12 września 2013 w San Francisco) – amerykański inżynier elektronik, wynalazca systemu redukcji szumów Dolby NR i współwynalazca magnetycznego systemu zapisu obrazu. Założył przedsiębiorstwo Dolby Laboratories.

## Życiorys
Ray Dolby urodził się 18 stycznia 1933 w Portland w Oregonie, a wychował w okolicach San Francisco. Pracę zawodową rozpoczął w 1949 w przedsiębiorstwie Ampex Corporation, w którym od 1952 pracował w zespole zajmującym się opracowaniem technologii do nagrywania kaset. W 1957 ukończył także studia na Uniwersytecie Stanforda, następnie zaś obronił doktorat na Uniwersytecie Cambridge. W 1965 założył w Londynie przedsiębiorstwo Dolby Laboratories, które opracowała wiele istotnych technologii związanych z kinematografią. Wśród wynalazków znajdowała się metoda wyciszania szumów w tle nagrań dźwiękowych oraz system dźwięku przestrzennego Dolby Surround. Łącznie Ray Dolby był właścicielem 50 patentów, głównie z dziedziny inżynierii dźwięku. W 1976 Dolby przeniósł swoje przedsiębiorstwo do San Francisco. Do 2009 kierował radą nadzorczą, a w 2011 odszedł z rady, ostatecznie przechodząc na emeryturę.
W 1985 został uhonorowany nagrodą Grammy, w 1989 otrzymał Oscara za zasługi dla kinematografii.  Dwukrotnie (1989 i 2005) otrzymał Nagrodę Emmy.  W 1997 został uhonorowany nagrodą National Medal of Technology, a w 2010 otrzymał Medal Edisona przyznany mu przez IEEE.
W 2012 budynek goszczący ceremonię wręczenia Oscarów przemianowano z Kodak Theatre na Dolby Theatre.
Był żonaty z Dagmarą Dolby, miał synów Toma i Davida.
W ostatnich latach życia cierpiał na chorobę Alzheimera. Zmarł 12 września 2013 z powodu choroby nowotworowej.